# Коксовий газ
Коксовий газ (англ. coke-oven gas, нім. Koksofengas, Kokereigas, Zechengas) — горючий газ, що утворюється в процесі коксування кам'яного вугілля, тобто при нагріванні його без доступу повітря до 900–1100 °C.
Газ, що утворюється при коксуванні, містить багато цінних речовин. Крім водню, метану, оксидів вуглецю, до його складу входять пари кам'яновугільної смоли, бензен (бензол), аміак, сірководень та ін. Парогазову суміш, що відходить з коксових камер, уловлюють і відводять у цех конденсації на переробку.
Коксовий газ охолоджується до температури 25 — 30 °C, при цьому він конденсується і з нього виділяється смола, підсмольна (аміачна) вода.
Використовують як паливо у промислових печах, газових двигунах, як сировина в хімічній промисловості.